# Імпресіонізм

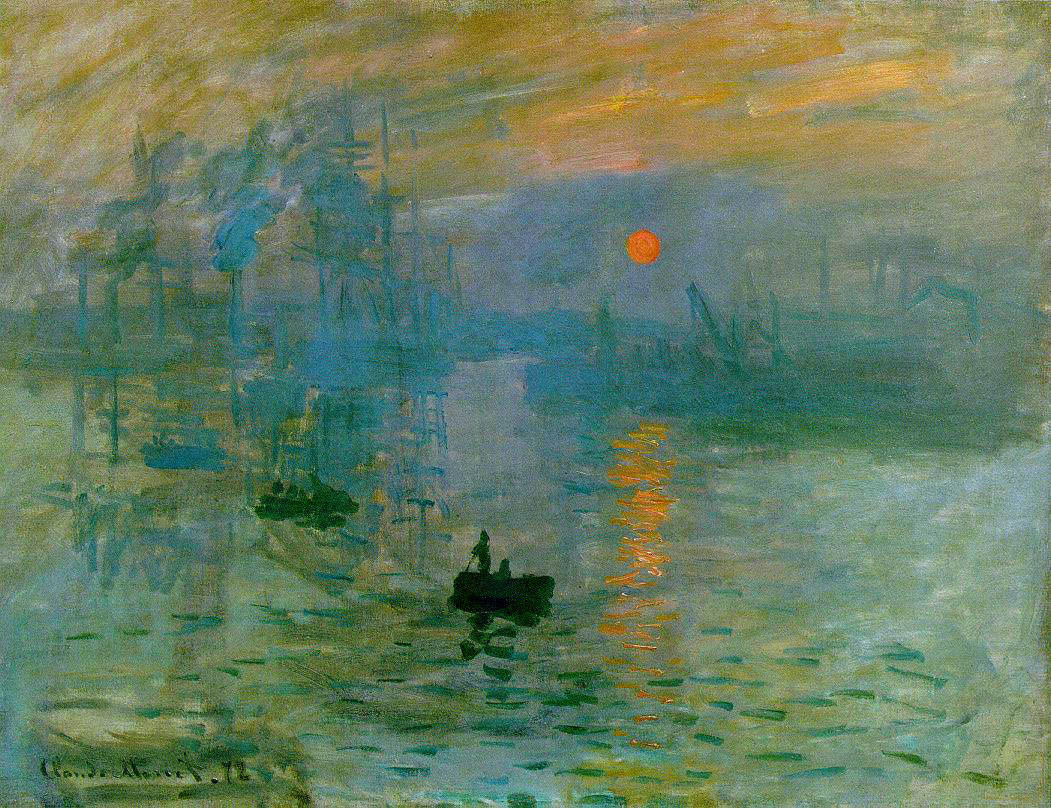
Клод Моне: «Враження, схід сонця (Impression, soleil levant)» (1872)
Ця картина надала назву стилю

Імпресіоні́зм (від фр. impression — враження) — мистецька течія у живописі, а також у літературі та музиці, яка виникла в 1860-х роках та остаточно сформувалася на початку XX століття у Франції. Засновники імпресіонізму — як і символізму, та експресіонізму — діяли на противагу реалізму (особливо неокласицизму, а також і натуралізму). Імпресіоністи у своїх творах намагаються відтворити шляхетні, витончені особисті враження та спостереження мінливих миттєвих відчуттів і переживань, природу, схопити мінливі ефекти світла, проте, на відміну від неокласицизму не мають на меті об'єктивно відображати реальність, а ставлять за ціль поділитися власними почуттями зі спостерігачем твору, вплинути на нього. Термін уперше використали в негативному значенні у критичній оцінці твору Моне «Враження, схід сонця», (1872).

## Історія
Закладена за часів Людовика XIV, Королівська академія живопису і скульптури з самого початку робила акцент на вишколі майстерності згідно з чітко окресленою академічною доктриною. Одним з чинників, що підготували революційні зміни у ставленні імпресіоністів до живопису, був розвиток науки і техніки.
У XIX столітті з'явилися нові види пензлів: тверді, пласкі, зміцнені сталевою оправою (раніше застосовували лише круглі пензлі з м'якого волосу), що давали змогу робити сміливіші мазки. У продажу з'явилися також значно дешевші синтетичні барви — стали частіше використовувати блакитний колір, який доти був дуже дорогим (виготовляли з лазуриту). Почали використовувати пленерні мольберти та переносні коробки для фарб і пензлів — це полегшило вихід на природу.
Поступ у науковій теорії та практиці приніс більше знань стосовно структури білого світла. Відкриття структури світла завдяки застосуванню призми зробив Ньютон. Наступні важливі кроки в цій галузі здійснив Буффон. Завдяки працям французького хіміка Шеврола 1839 року сформулювали та описали явище одночасного кольорового контрасту: око, бачачи якусь барву, завжди відтворює барву доповнювальну, а наслідком цього явища є те, що покладені на малюнку поруч дві довільні барви око бачить як взаємно максимально розрізнені. Іншим наслідком є практична настанова: якщо на малюнку поруч подано дві протилежні барви, то вони відрізнятимуться більше від усіх інших поданих поруч барв. Імпресіоністи використовували лише сім барв кольорового спектра і першими стали змішувати їх безпосередньо на полотні, а не на палітрі, як їх попередники.

Великий вплив на імпресіоністів мав винахід і поширення фотографії. Оглядаючи фотознімки, вони почали подібно компонувати свої малюнки: їхні композиції були відкритими, часто справляли враження випадкових фрагментів цілості. Люди чи дерева, усічені посередині, викликали справжню революцію на салонах. Цей новаторський прорив можна було також приписати впливові японського мистецтва, яке раніше зважилося на такий прорив. З'явившись в образотворчому мистецтві, імпресіонізм заклав фундамент і для аналогічних течій в інших видах мистецтв — музиці, літературі.
Хронологія художників імпресіоністів

### Назва
Французький імпресіонізм історично походить від художньої виставки навесні 1874 року, що відкрилася в майстерні фотографа Надара. А вже 25 квітня 1874 р. маловідомий нині репортер Леруа надрукував в гумористичному виданні «Шаріварі» статтю з назвою «Виставка імпресіоністів». Осудлива назва Леруа набула популярності, а пізніше стала історичною.
Назва «імпресіонізм» досить беззмістовна на відміну від назв «Барбізонська школа» чи «Школа Фонтенбло», де хоча б є позначка географічного розташування художнього угрупування. Ще менше ясності з кількома художниками, які формально не входили в коло перших імпресіоністів, хоча їх технічні прийоми і засоби цілком «імпресіоністичні» — (Вістлер, Едуар Мане, Ежен Буден тощо.) До того ж технічні засоби імпресіоністів були відомі задовго до 19 століття і їх (частково, обмежено) використовували ще Тиціан і Веласкес, не пориваючи з панівними ідеями своєї доби.
Була ще одна стаття (автор Еміль Кардон) і ще одна назва — «Виставка бунтівників», цілком лайлива і несхвальна. Саме вона точно відтворювала несхвальне ставлення тогочасної публіки і критики до художників (імпресіоністів), яке панувало протягом років. Імпресіоністів одразу звинуватили в аморальності, бунтівних настроях, неспроможності бути добропорядними. Зараз це викликає здивування, бо незрозуміло, що аморального в пейзажах Каміля Піссарро, Альфреда Сіслея, побутових сценах Едгара Дега, натюрмортах Моне і Ренуара.
Пройшли десятиліття. І нова генерація художників прийде до справжнього розвалу форм і зубожіння змісту. Тоді і критика, і публіка побачила в засуджених імпресіоністах — реалістів, а трохи згодом і класиків французького мистецтва.

## Характер течії

### Недоліки імпресіонізму
Французький імпресіонізм не підіймав філософських проблем і навіть не намагався проникати під кольорову поверхню буденності. Натомість імпресіонізм зосереджується на поверхневості, плинності миті, настрою, освітленні чи куті зору.
Як і мистецтво Ренесансу (Відродження), імпресіонізм будується на особливостях і навичках сприйняття перспективи.
Разом з тим ренесансне бачення підривається доведеною суб'єктивністю і відносністю людського сприйняття, що робить колір і форму автономними складовими образу. Для імпресіонізму не так важливо, що зображено на малюнку, але важливо як зображено.
Їх картини представляли лише позитивні сторони життя, не порушували суспільних проблем, оминали й такі проблеми як голод, хвороби, смерть. Це призвело пізніше до розколу серед самих імпресіоністів.

### Переваги
До переваг імпресіонізму як течії відноситься і демократизм. За інерцією, мистецтво і в 19 столітті вважалося монополією аристократів, вищих верств населення. Саме вони виступали головними замовниками на стінописи, монументи, саме вони — головні покупці картин і скульптур. Сюжети з важкою працею селян, трагічні сторінки сучасності, ганебні сторони війн, бідності, суспільних негараздів засуджувались, не схвалювались, не купувались. Критика блюзнірської моралі суспільства в картинах Теодора Жеріко, Франсуа Мілле знаходила відгук лише у прихильників художників і небагатьох знавців.
Імпресіоністи в цьому питанні займали досить компромісні, проміжні позиції. Були відкинуті біблійні, літературні, міфологічні, історичні сюжети, притаманні офіційному академізму .З другого боку вони палко бажали визнання, поваги, навіть нагород. Показовою є діяльність Едуара Мане, що роками домагався визнання і нагород від офіційного Салона і його адміністрації.
Замість того з'явилося бачення буденності і сучасності. Художники часто малювали людей у русі, під час забави чи відпочинку, представляли вигляд даного місця при даному освітленні, мотивом їх робіт була також природа. Бралися сюжети флірту, танців, перебувань в кафе і театрі, прогулянок на човнах, на пляжах і в садах. Якщо судити за картинами імпресіоністів, то життя — це черга маленьких свят, вечірок, приємних часів за містом чи в приятельському оточенні (низка картин Ренуара, Мане і Клода Моне). Імпресіоністи одні з перших почали малювати на повітрі, не допрацьовуючи своїх робіт у майстерні.

### Дивізіонізм
Генеральним творчим прийомом імпресіоністів був дивізіонізм — накладання різних барв з таким розрахунком, щоб з певної відстані барви сприймалися злитими в певний колір. Тіні також малювали за допомогою основних кольорів, без ужиття чорного. Дивізіонізм не став однак обов'язковим правилом, як і жодне інше правило. Тому ця засада застосовувалася більшою чи меншою мірою.

## Видатні представники в живописі
Відомими піонерами імпресіонізму стали чоловіки-художники:
- Едуар Мане,
- Каміль Піссарро,
- Клод Моне,
- П'єр-Оґюст Ренуар,
- Альфред Сіслей,
- Дега Едгар,
- Поль Сезанн,
- Арман Гійомен,
- Франсіс Пікабіа,
- Гюстав Кайботт та інші.

Відомі також художниці-імпресіоністки:
- Марі Бракмон,
- Єва Ґонзалес,
- Мері Кассат,
- Берта Морізо.

Імпресіонізм вплинув на багатьох живописців інших країн (М. Ліберман, Л. Корінт у Німеччині; Костянтин Коровін, Серов Валентин, Е. Грабарь, ранній М. В. Ларіонов у Росії, Володимир Литвиненко в Україні й ін.), що проявлялося в освоєнні інших сторін реальності, оволодінні ефектами пленеру, висвітлюванні палітри, ескізності манери, засвоєнні окремих технічних прийомів.

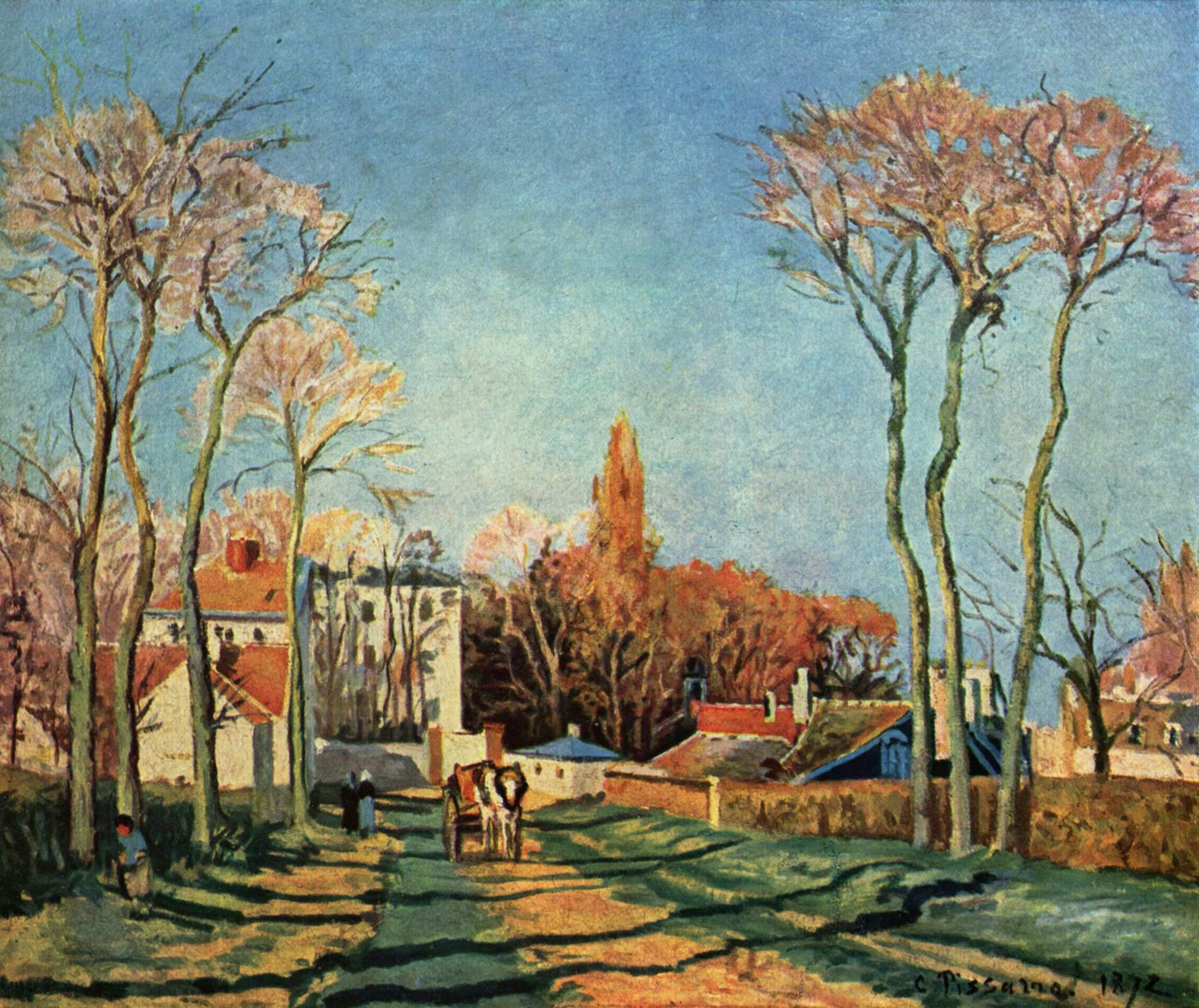
Каміль Піссарро. Село Вуазен
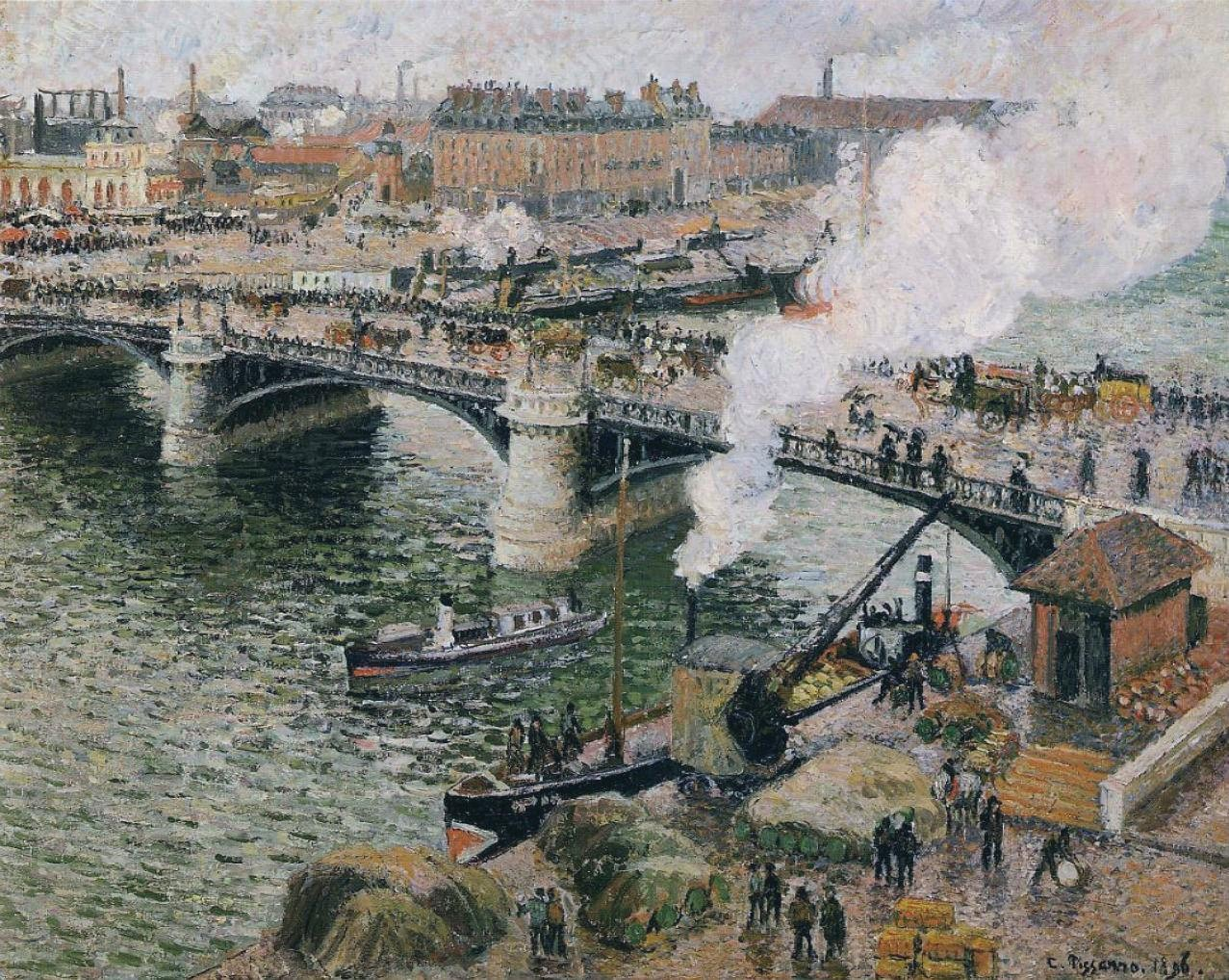
Каміль Піссарро. Міст у Руані. Дощовий день
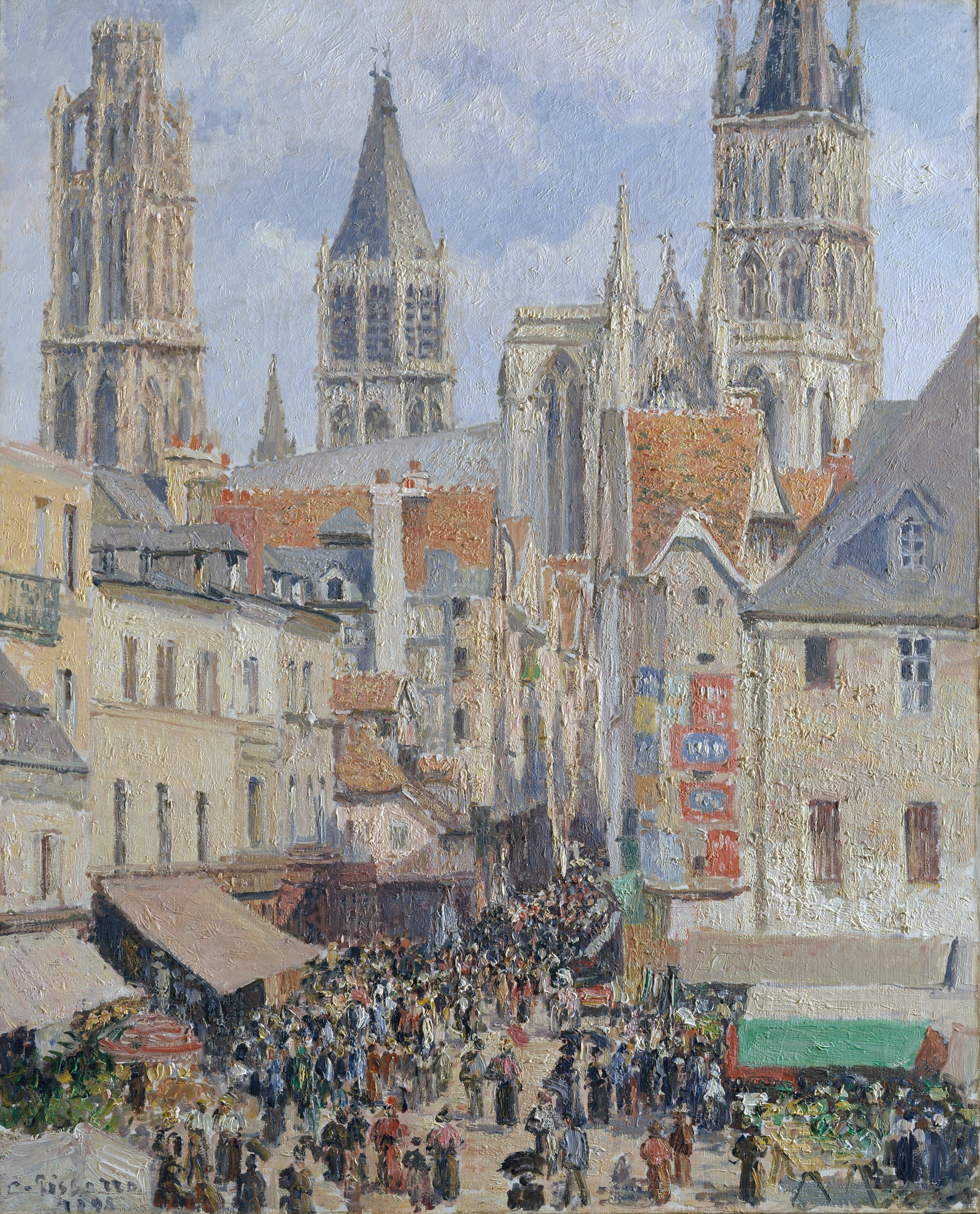
Каміль Піссарро. Руан, вулиця Епісері. Ефект сонячного освітлення
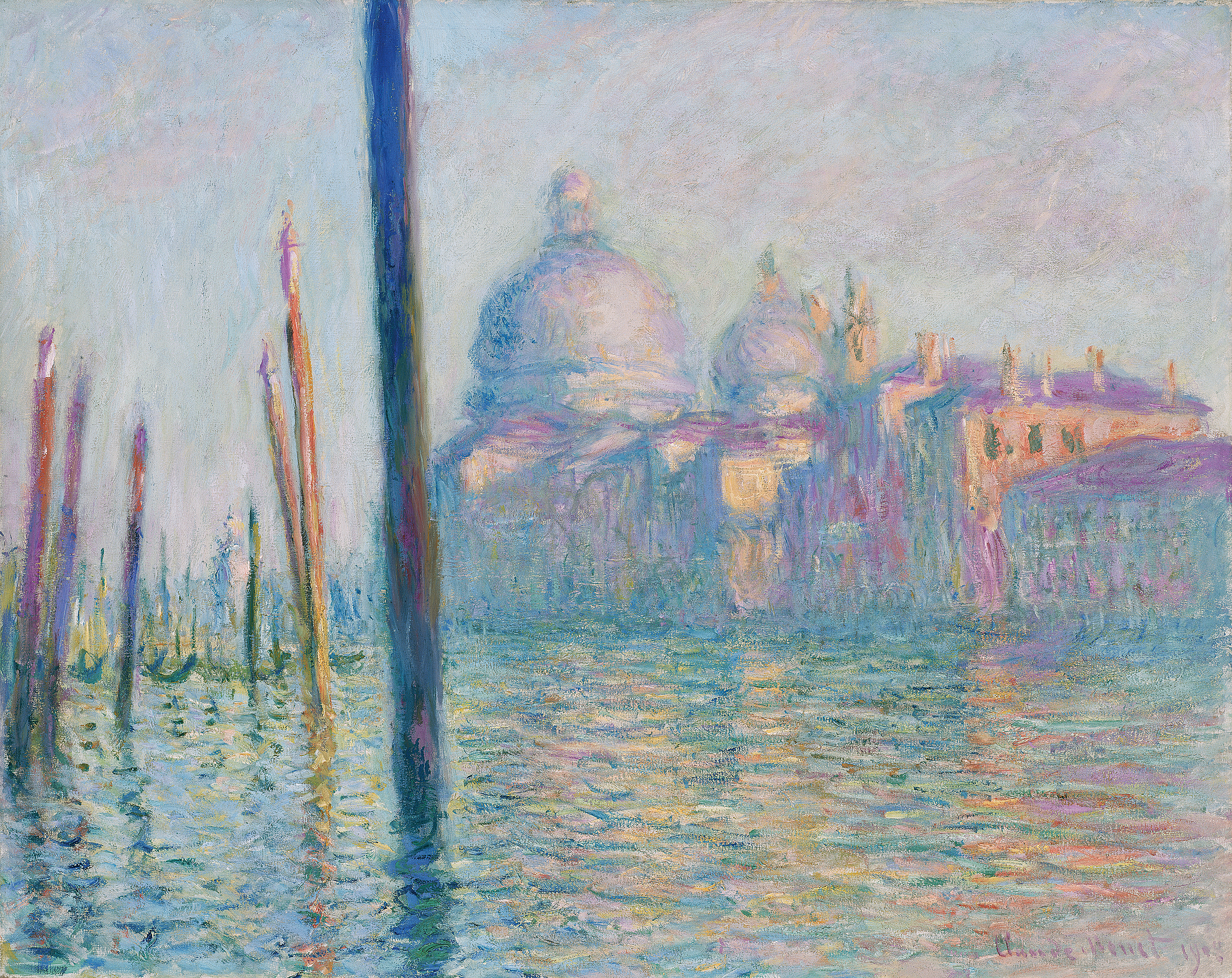
Клод Моне, Гранд-канал, 1908
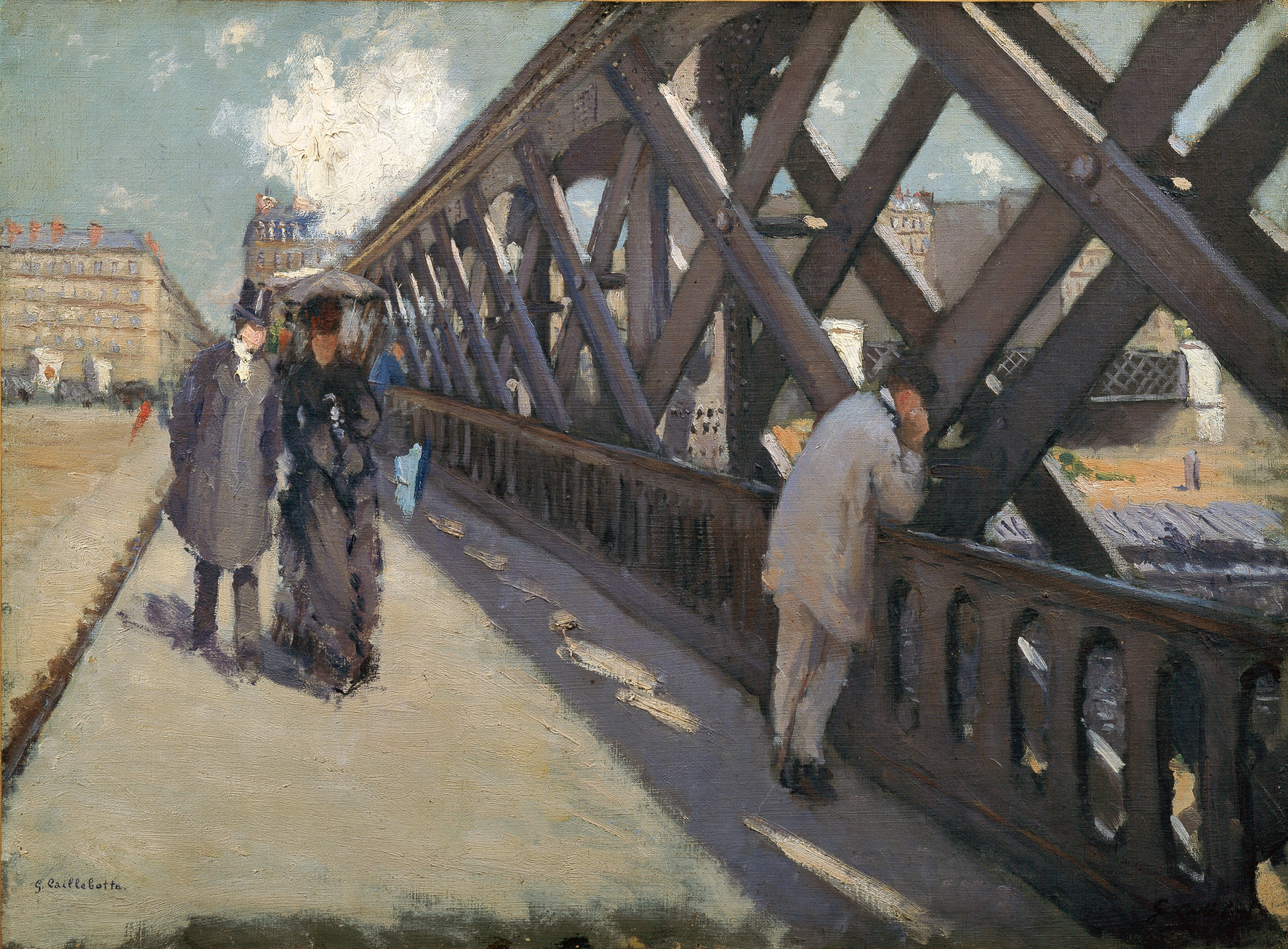
Гюстав Кайботт. На мосту Європи
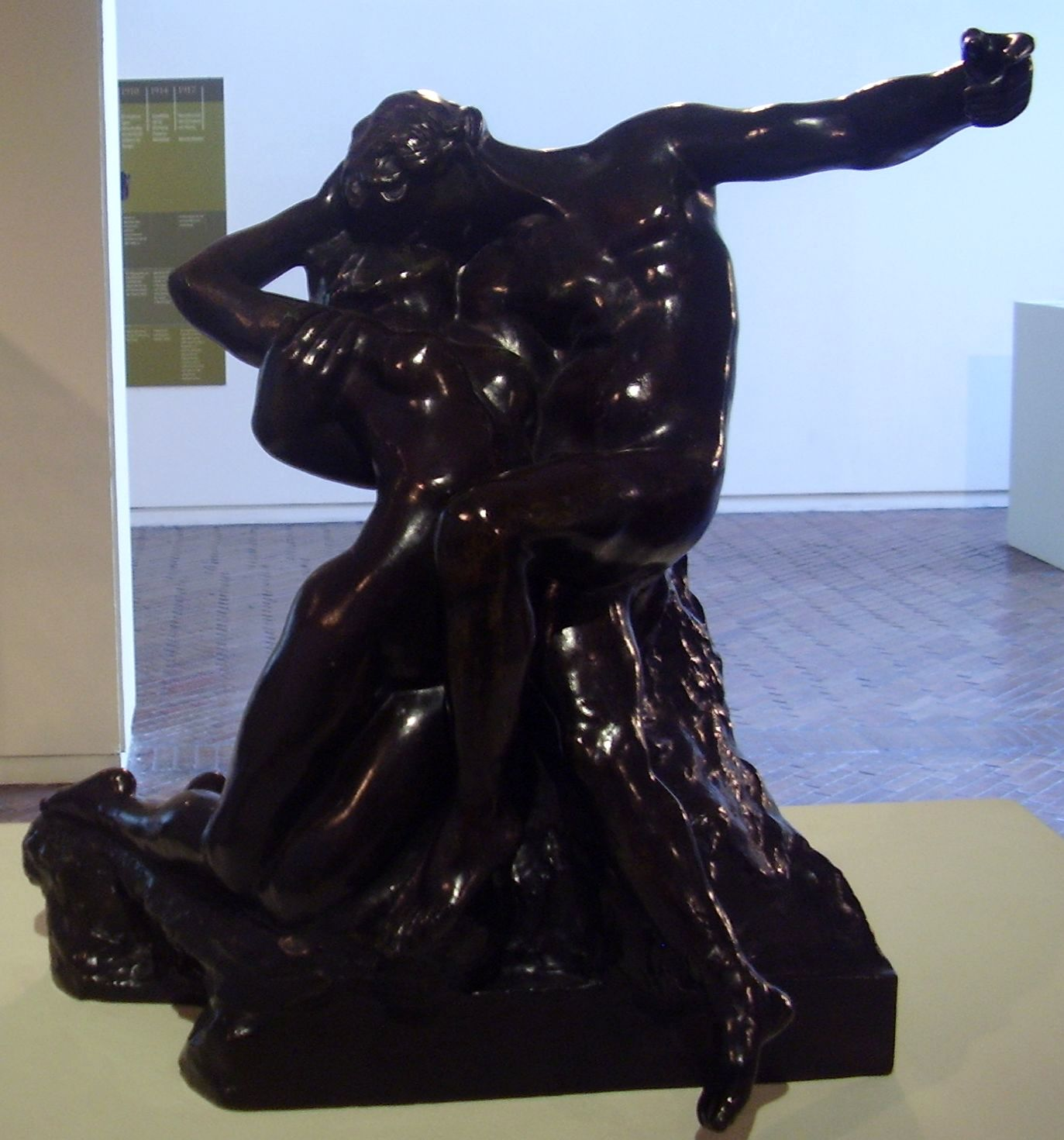
Скульптор Оґюст Роден. Поцілунок
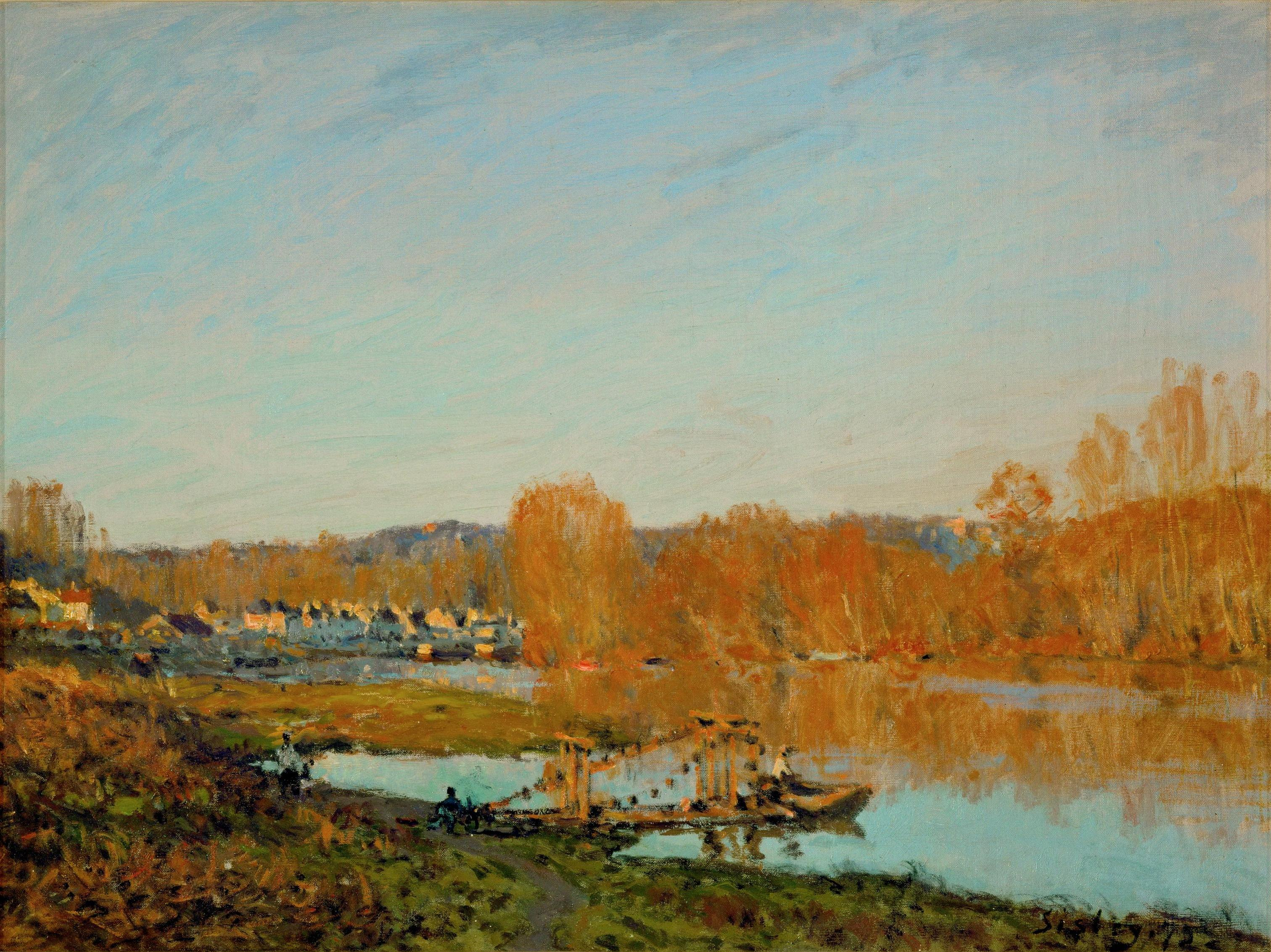
Альфред Сіслей. Річка Сена біля Буживаля
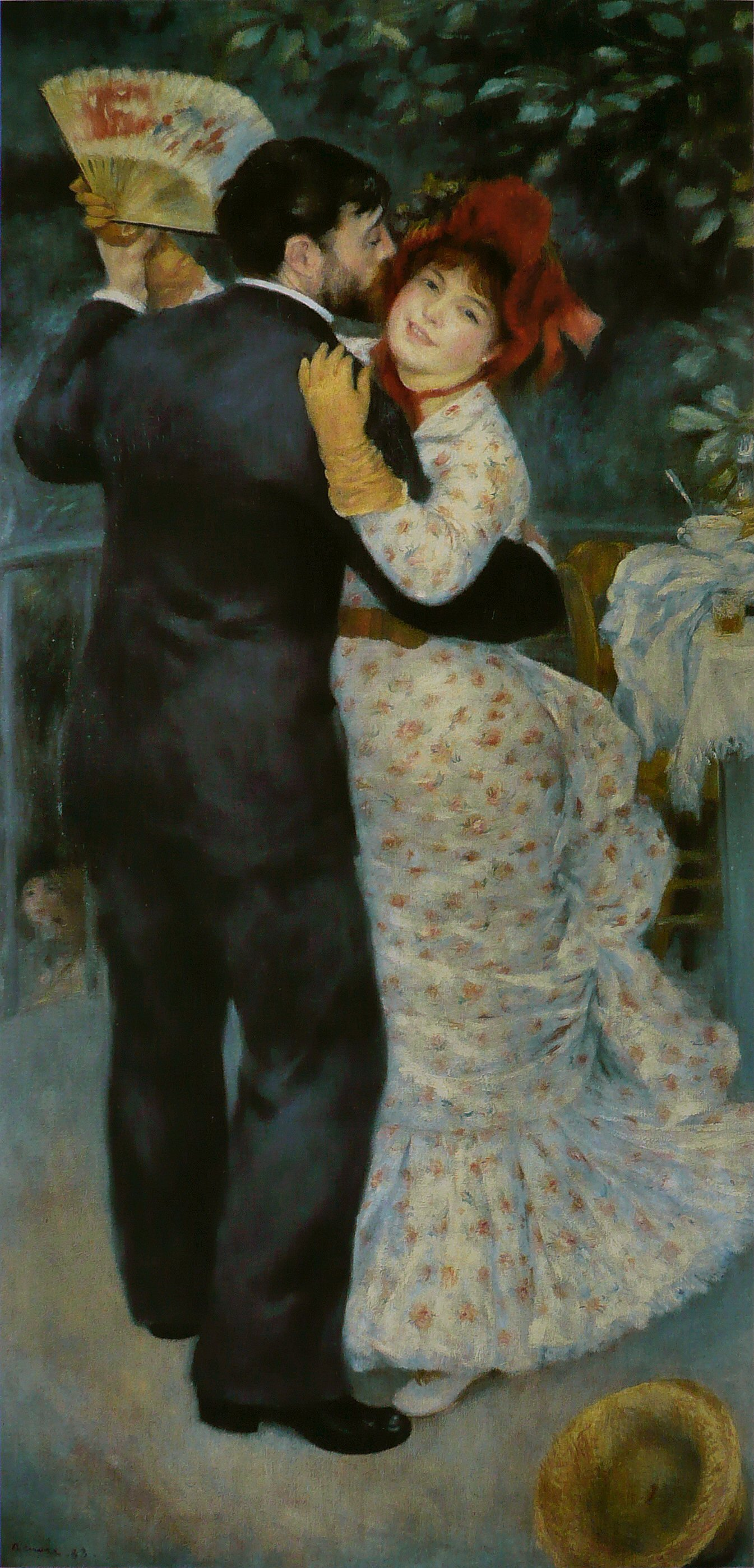
П'єр-Оґюст Ренуар. Танок під час перебування в селі
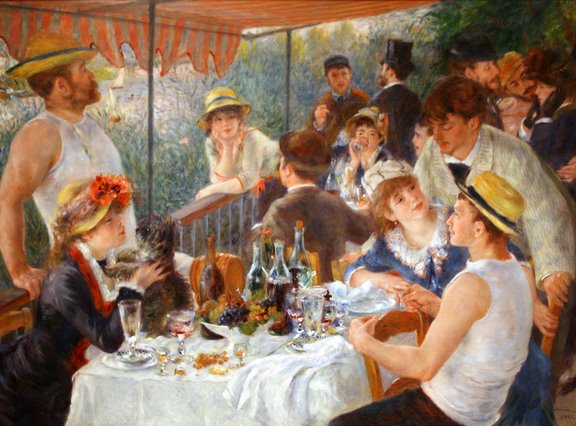
П'єр-Оґюст Ренуар. Сніданок веслярів
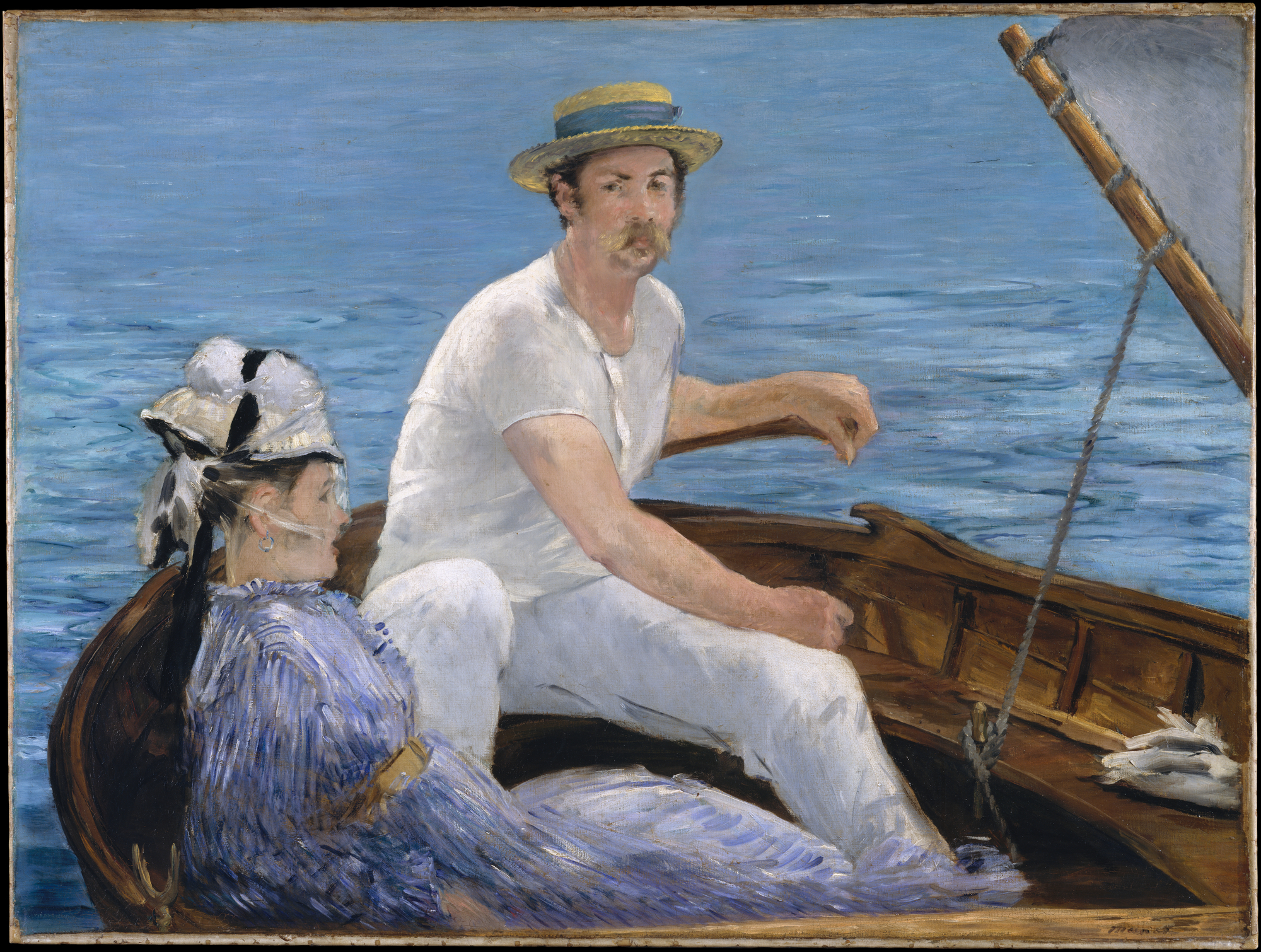
Едуар Мане. Прогулянка в човні

### Натюрморти

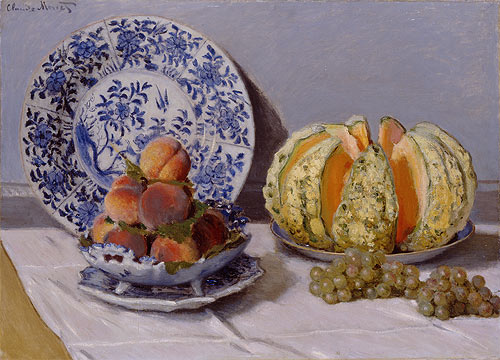
Клод Моне. «Натюрморт з порцеляною, динею та фруктами», 1872. Музей Калуста Гульбенкяна, Лісабон
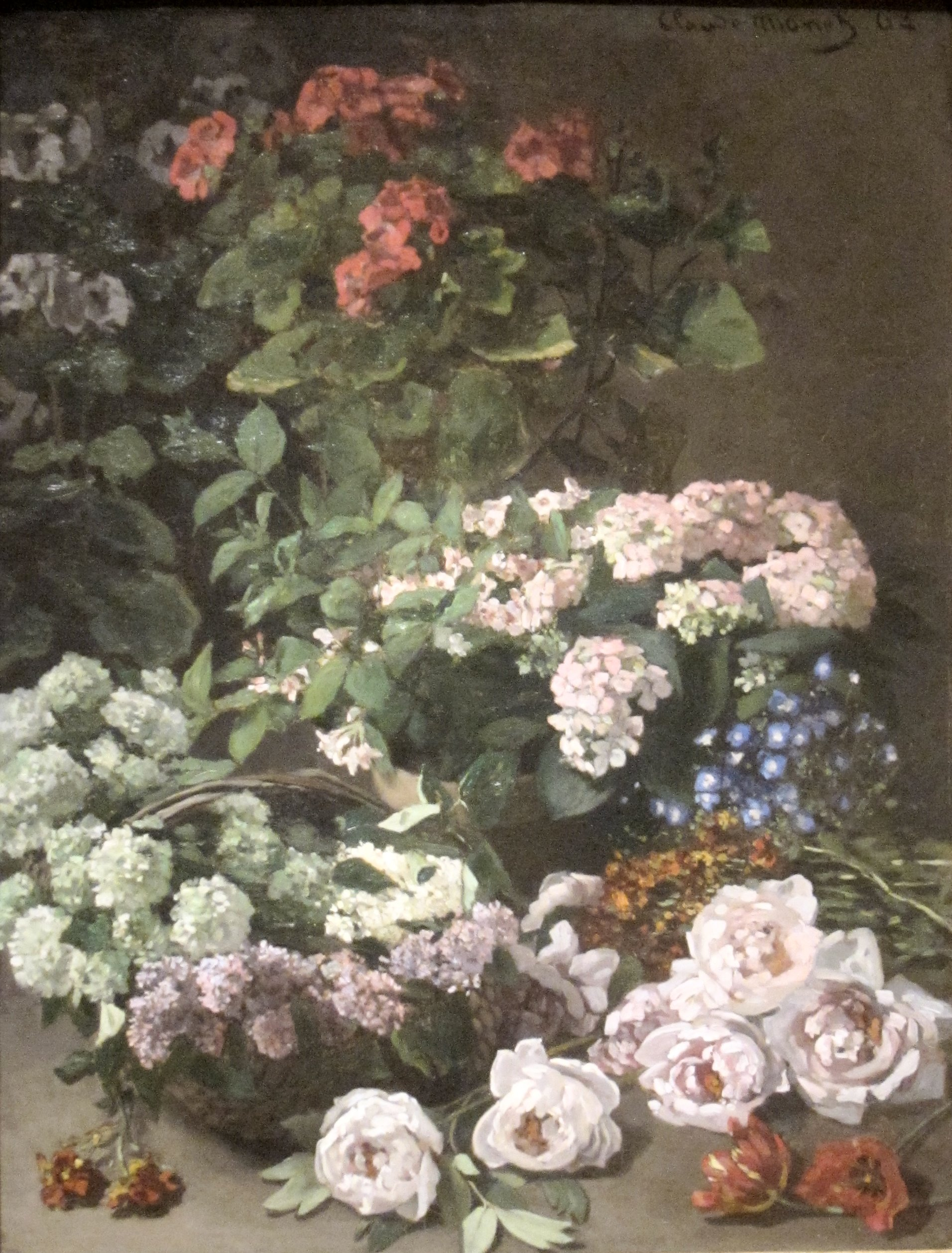
Клод Моне. «Весняні квіти», 1864
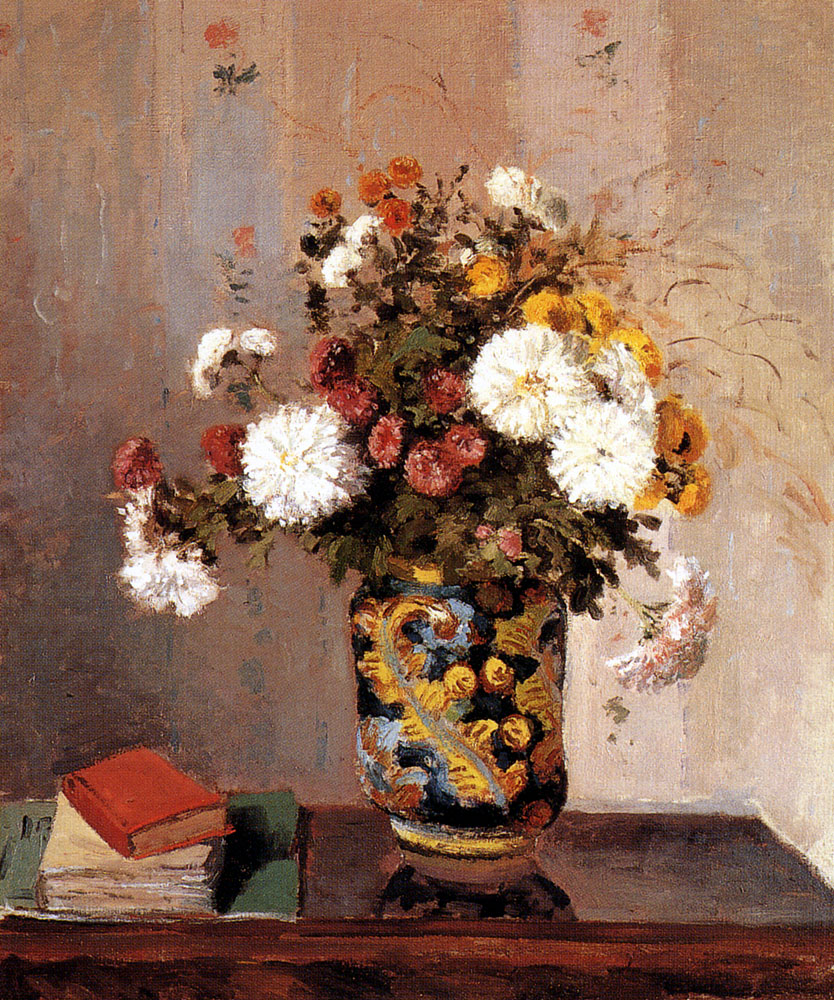
Каміль Піссарро. «Хрізантеми в китайській вазі», 1873
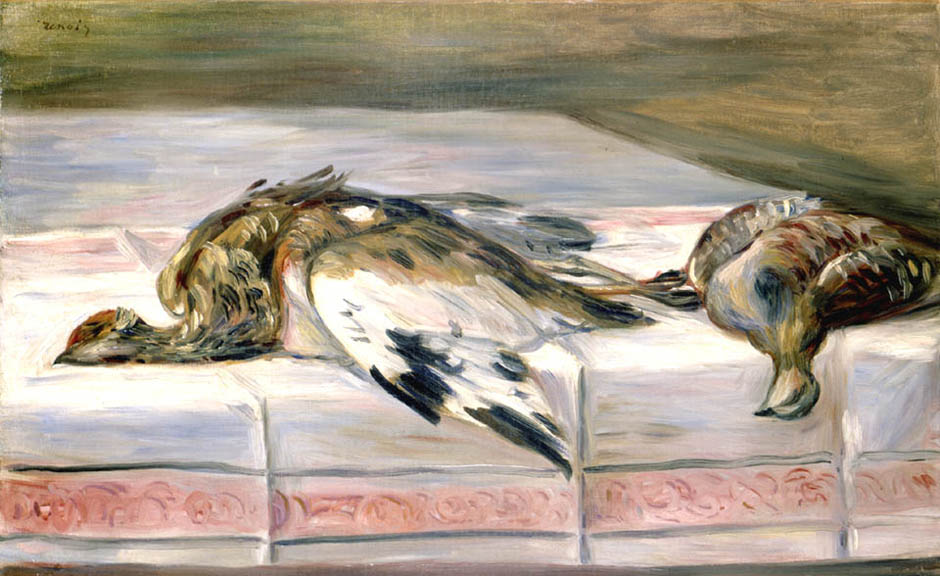
П'єр-Огюст Ренуар. «Фазан і куріпка», 1881

### Малюнки художників-імпресіоністів

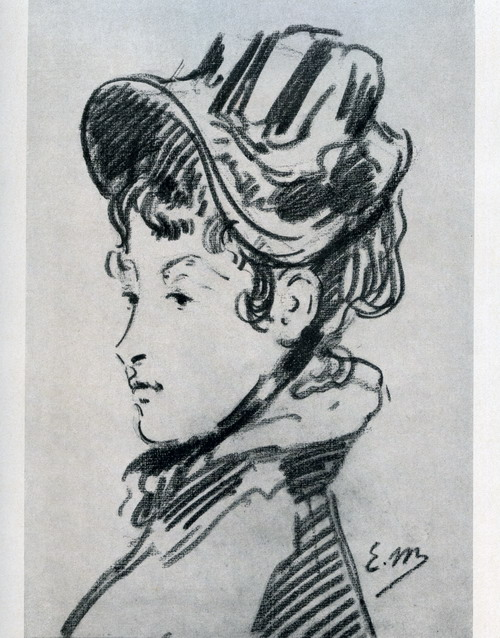
Едуар Мане. Портрет пані Гієме, 1861
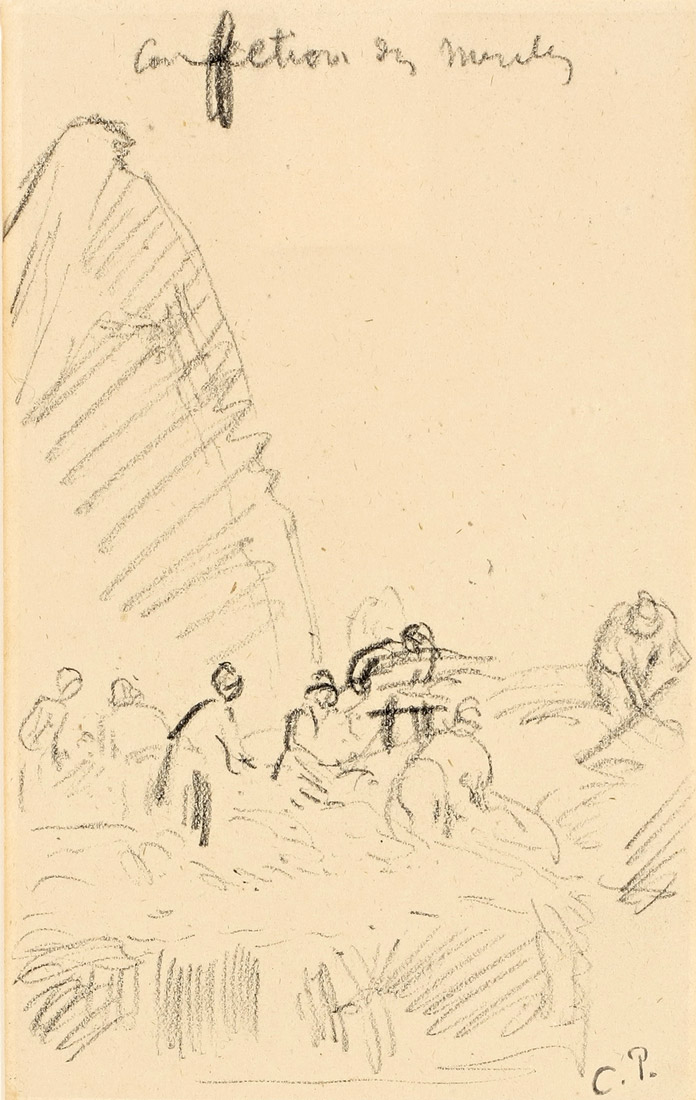
Каміль Піссарро. «Скирдування». 1900
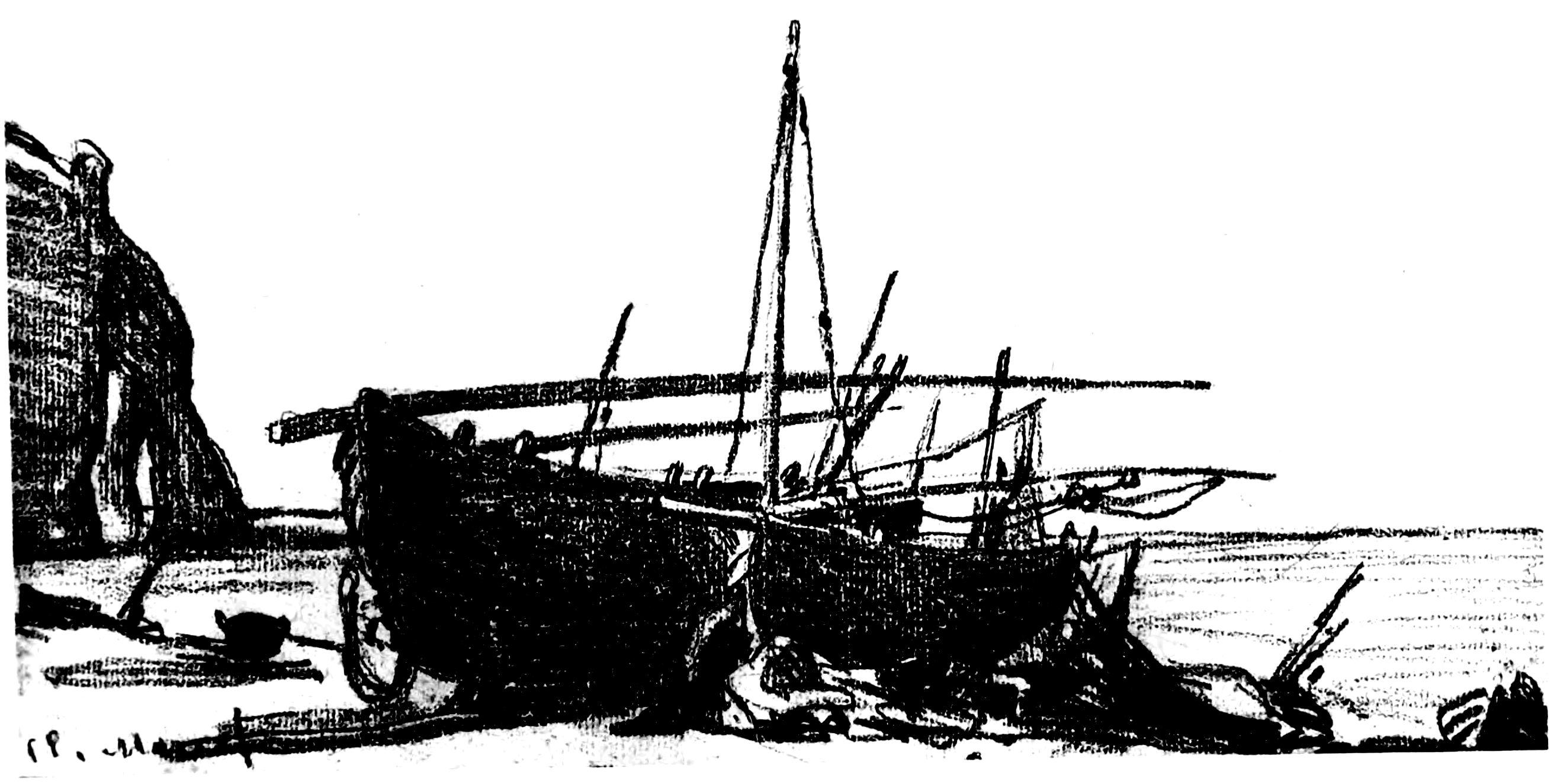
Клод Моне. «Човен на узбережжі», 1916
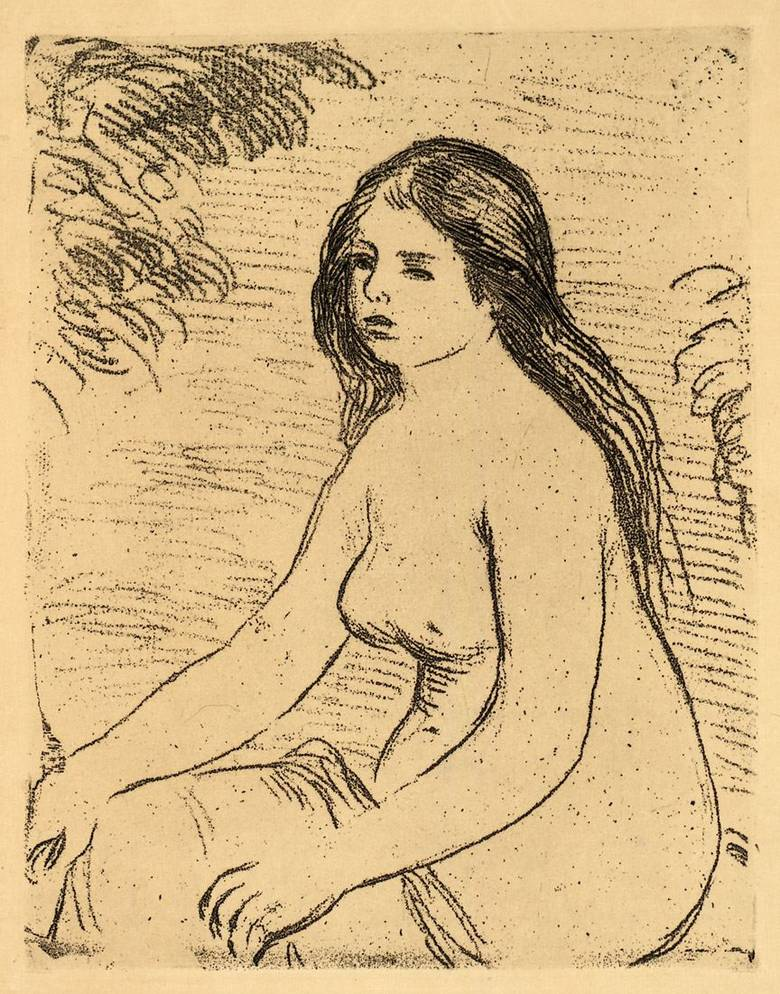
П'єр-Огюст Ренуар, «Оголена модель», 1906
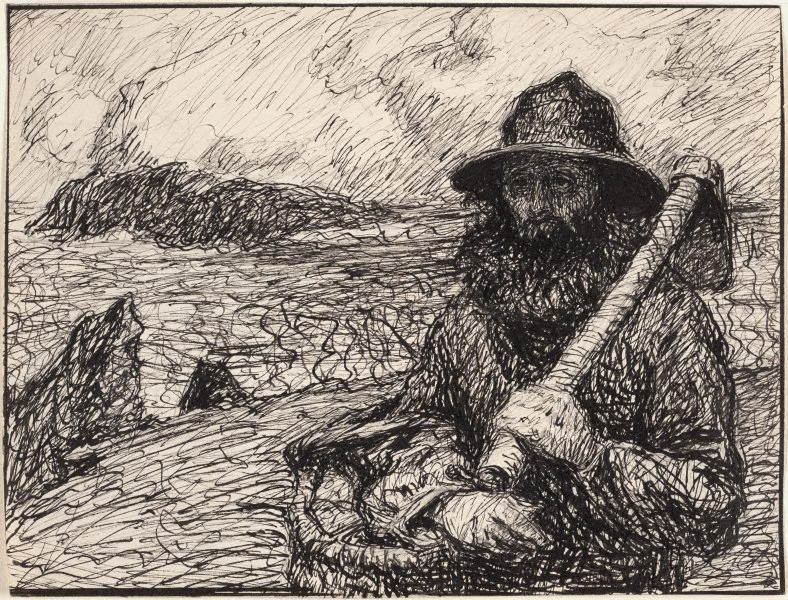
Джон Пітер Рассел. «Мій приятель Політ». 1900

## Вплив
Серед художників розквіту імпресіонізму були ті, що відчували помітний вплив мистецької течії, однак формально не були її частиною. Волтер Сікерт, англійський художник, спочатку був послідовником Вістлера, а пізніше важливим учнем Деґа. Він не виставлявся з імпресіоністами.

## Імпресіонізм в інших видах мистецтв

### Скульптура
Деякі принципи імпресіонізму — передача миттєвого руху, плинність форми — у різному ступені позначилися в скульптурі 1880-1910-х рр. (у Едгара Дега й Огюста Родена у Франції, М. Россо в Італії, П. П. Трубецького й А. С. Голубкіної у Росії); у той же час підвищена мальовничість імпресіоністичної скульптури суперечила чутливості й тілесності, притаманними самій природі скульптурного образу.

### Музика
Одним із натхненників музичного імпресіонізму вважається французький композитор Ерік Саті, причому запозичення ним імпресіоністичної естетики у художників було усвідомленим, зокрема у своїх спогадах композитор писав:

| Я… пояснював Дебюссі необхідність для француза звільнитися від впливу вагнерівських принципів, які не відповідають нашим природним прагненням. Я сказав також, що хоча я жодною мірою не є антивагнеристом, але все-таки вважаю, що ми повинні мати свою власну музику й по можливості, без «кислої німецької капусти». Але чому б для цих цілей не скористатися такими ж образотворчими засобами, які ми бачимо в Клода Моне, Сезанна, Тулуз-Лотрека й інших? Чому не перенести ці засоби на музику? Немає нічого простішого. Чи не це і є дійсна виразність? [1] |
В свою чергу Малларме писав, що композитори-імпресіоністи вчилися «чути світло», передавати у звуках рух води, коливання листя, подув вітру й заломлення сонячних променів у вечірнім повітрі.
Найяскравіше музичний імпресіонізм знайшов своє втілення у творчості К. Дебюссі та М. Равеля. Музику імпресіонізму зближує з імпресіонізмом у живописі барвистість, прагнення до втілення швидкоплинних вражень, до одухотвореної пейзажності (наприклад «Післяполудневий відпочинок фавна», «Море» для оркестру, «Острів радості» для фортепіано К. Дебюссі, «Гра води», «Відображення» для фортепіано М. Равеля й ін.), до створення колоритних жанрових замальовок і музичних портретів («Перервана серенада», «Менестрелі», «Дівчина з волоссям кольору льону» для фортепіано Дебюссі).
Навколишній світ розкривається в імпресіонізмі крізь призму найтонших психологічних рефлексів, ледь вловимих відчуттів, породжених його спогляданням. Ці риси зближують імпресіонізм з іншою художньою течією — літературним символізмом, творчістю Поля Верлена, Стефана Малларме, П'єра Луї, Моріса Метерлінка, твори яких знайшли перетворення в музиці К. Дебюссі і його послідовників.
При всій новизні музичної мови в імпресіонізмі нерідко відтворюються деякі прийоми, характерні для мистецтва попереднього часу, зокрема музики французьких клавесиністів XVIII століття. У сфері барвистої фантастики й екзотики (інтерес до Іспанії, країн Сходу) імпресіоністи продовжили традиції романтизму, відмовившись при цьому від гострих драматичних колізій, соціальних тем. Сильний вплив на музику Дебюссі і Равеля справила також творчість М. П. Мусоргського.
У жанровому відношенні імпресіоністи віддавали перевагу програмним мініатюрам та сюїтним циклам, в яких панувало мальовниче начало. Гармонія імпресіоністів характеризується підвищенням колористичності, зокрема під впливом французького музичного фольклору й нових для Європи XIX століття систем музичного мислення (вплив російської музики, григоріанського хоралу і ренесансної поліфонії, музики країн Сходу, негритянського менестрельного театру США). Це виявилося, зокрема, у використанні натуральних й ангемітонних ладів, елементів модальної гармонії, в акордових паралелізмах. Інструментовці імпресіоністів властиві диференційованість оркестрового звучання, деталізації фактури, використання чистих тембрів.
Крім Франції, де послідовниками Дебюссі були М. Равель, Поль Дюка, Флоран Шмітт та інші, на рубежі XIX—XX століть елементи імпресіонізму отримали розвиток й в інших композиторських школах, своєрідно поєднавшись з національними особливостями (М. де Фалья в Іспанії, О. Респігі в Італії, С. Скотт у Великій Британії, К. Шимановський у Польщі, рання творчість І. Ф. Стравінського в Росії).

### Імпресіонізм у літературі
Майже одночасно з художниками-імпресіоністами з'явилися романісти й новелісти, поети, чия творчість базувалася на миттєвих враженнях від побаченого.
Стосовно до літератури імпресіонізм розглядається широко — як стильове явище, що виникло в останній третині 19 століття і охопило письменників різних переконань і методів, і вузько — як течія з певним методом і світовідчуванням, що тяжіли до декадентства, що склалося на рубежі 19-20 ст. Ознаки «імпресіоністичного стилю» — відсутність чітко заданої форми й прагнення передати предмет в уривчастих, миттєво фіксуючих кожне враження штрихах, що виявляли, однак, при огляді цілого, свою єдність і зв'язок. Як особливий стиль імпресіонізм із його принципом цінності першого враження давав можливості вести оповідання через такі, ніби схоплені навмання, деталі, що порушували строгу погодженість оповідального плану й принцип відбору істотного, але своєю «бічною» правдою надавали розповіді надзвичайну яскравість і свіжість, а художній ідеї — несподівану розгалуженість і багатоликість.
До початку 20 ст. виникло кілька стильових різновидів імпресіонізму на загальній реалістичній основі. Родоначальниками «психологічного імпресіонізму» вважають братів Ж. й Е. Гонкурів («поети нервів», «цінителі непомітних відчуттів»), цей напрямок продовжений у творчості К. Гамсуна («Голод»), раннього Т. Манна (у новелах), С. Цвейга, Ф. Анненського. Трепетні мальовничі описи зустрічаються в творчості Е.Золя («Сторінка любові»), Е. П. Якобсена (у новелі «Могенс»). Екзотичні барвисті особливості імпресіонізму проступають у творчості Р. Л. Стівенсона і Дж. Конрад, пізніше у С. Моема і Поля Верлена, його вірш «Поетичне мистецтво» (1874, опубліковано 1882) звучить одночасно і як поетичний маніфест імпресіонізму, і як передвістя поетики символізму.
В українській літературі поетика імпресіонізму відбилася у творчості М.Коцюбинського, B.Стефаника, М.Черемшини, частково О.Кобилянської, а також Г.Михайличенка, М.Хвильового, Є.Плужника, М.Яцківа, Н.Кобринської та ін.